# CA 15-3
CA 15-3 (cancer antigen 15-3) is een mucine glycoproteïne en staat ook wel bekend als mucin 1. CA 15-3 wordt geproduceerd door cellen van het melkklierweefsel van de borst, maar kan ook worden geproduceerd door kankercellen. CA 15-3 komt in kleine hoeveelheden voor in het bloed, maar wanneer het door kankercellen wordt gevormd, komen er veel grotere hoeveelheden CA 15-3 in het bloed. CA 15-3 wordt in de geneeskunde gebruikt als tumormarker.
CA 15-3 wordt toegepast bij patiënten met borstkanker en dan met name voor het vervolgen van de respons op behandeling of om te controleren of de tumor na de behandeling eventueel terugkomt. De test kan alleen gebruikt worden bij patiënten met borstkanker die ook daadwerkelijk een verhoogde CA 15-3 waarde in hun bloed hebben. Als de hoeveelheid CA 15-3 in het bloed tijdens de behandeling afneemt, betekent dat over het algemeen dat de kanker reageert op de behandeling. Om een verlaging goed vast te kunnen stellen, is het van belang dat de arts voorafgaand aan de behandeling de CA 15-3 waarde heeft bepaald. Na de behandeling kan CA 15-3 gemeten worden om te volgen of de tumor weg blijft.
CA 15-3 kan niet gebruikt worden om vroegtijdig bij patiënten borstkanker op te sporen (screening). Dit heeft twee belangrijke oorzaken:
- Niet alle borstkankercellen produceren CA 15-3. Een normale waarde in het bloed sluit borstkanker dus niet uit (lage sensitiviteit)
- Er zijn andere aandoeningen waarbij CA 15-3 ook verhoogd is (lage specificiteit)

Andere aandoeningen waarbij CA 15-3 verhoogd kan zijn, zijn onder andere: darmkanker en longkanker, maar ook bij goedaardige aandoeningen zoals bij gynaecologische aandoeningen en bij nierfalen. Ook kan CA 15-3 verhoogd zijn tijdens de zwangerschap. Het feit dat CA 15-3 onder diverse omstandigheden verhoogd kan zijn, geeft ook aan waarom deze tumormarker niet gebruikt kan worden om te screenen voor borstkanker. 
In het algemeen geldt voor tumormarkers dat deze alleen worden gebruikt om de kanker te vervolgen bij de patiënt. Tumormarkers zijn niet geschikt om te gebruiken voor het screenen van patiënten op de aanwezigheid van kanker. 